# Justicia chaetocephala
Justicia chaetocephala är en akantusväxtart som först beskrevs av Gottfried Wilhelm Johannes Mildbraed, och fick sitt nu gällande namn av Emery Clarence Leonard. Justicia chaetocephala ingår i släktet Justicia och familjen akantusväxter. Inga underarter finns listade i Catalogue of Life.